# Ibiza, biodiversité et culture

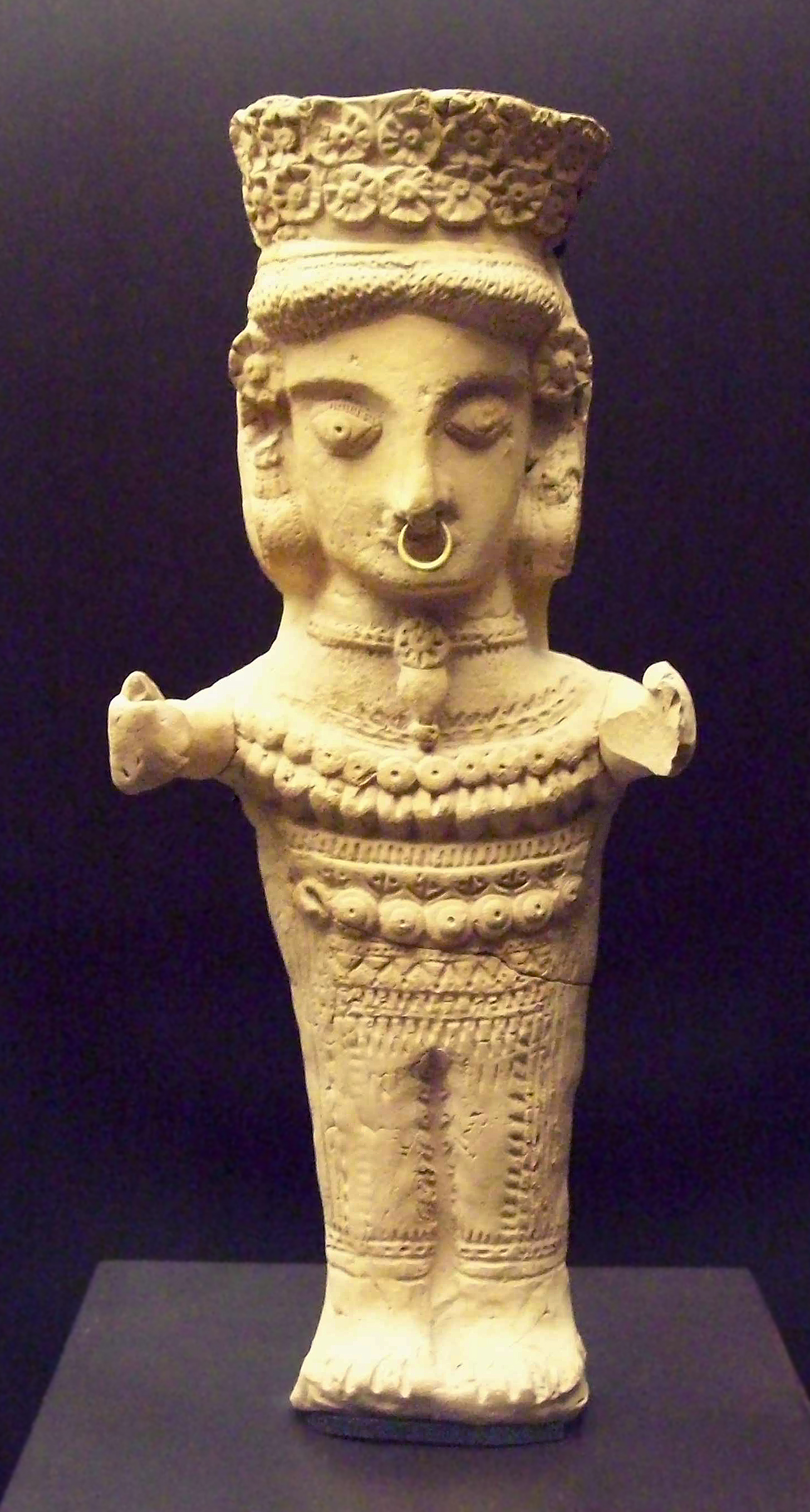
Figure de Puig des Molins, VIe–IVe. s. av. J.-C. (MAN, Madrid)

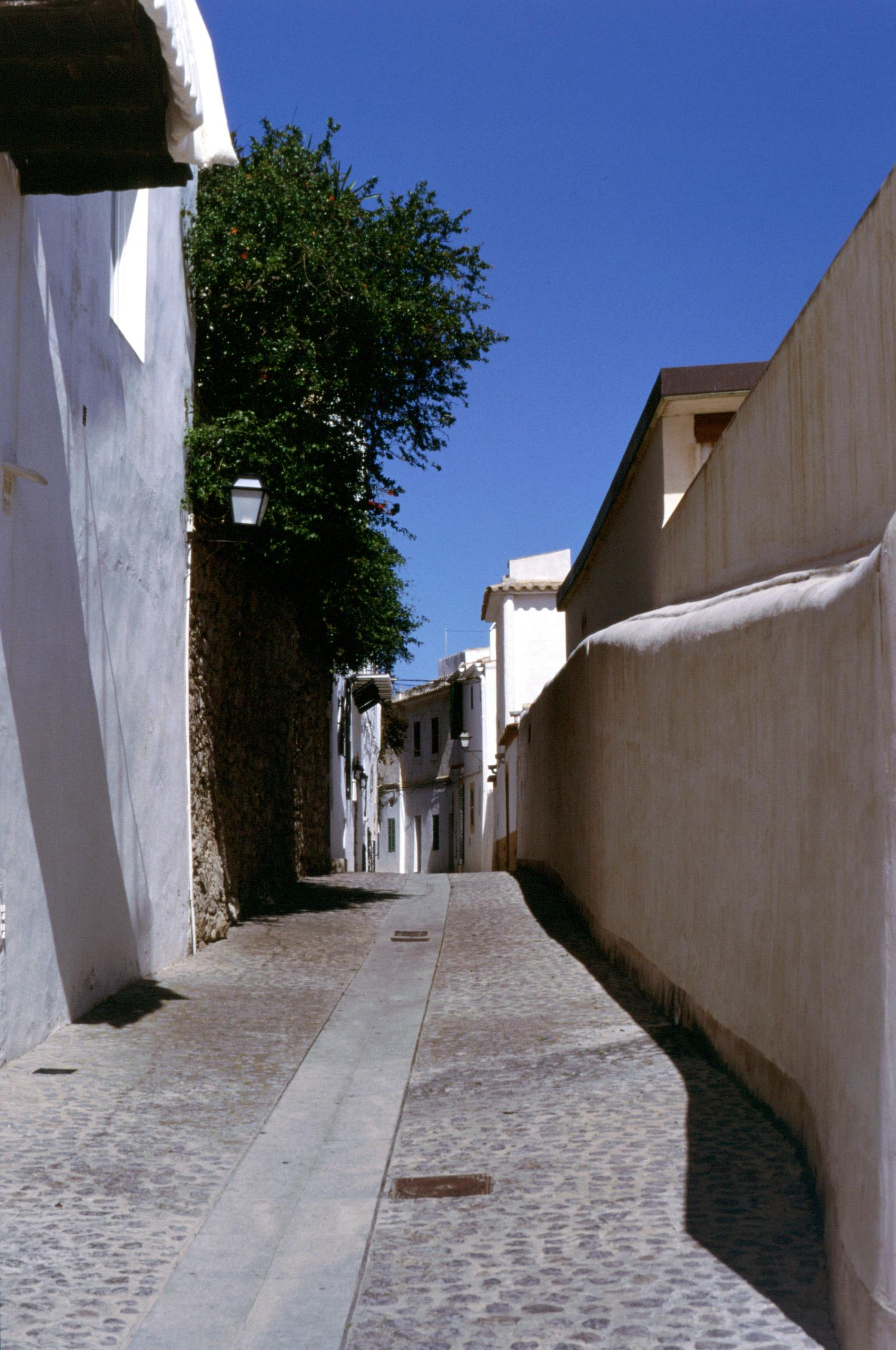
Rue de la Dalt Vila

Ibiza, biodiversité et culture (en espagnol Ibiza, biodiversidad y cultura et en catalan Eivissa, Biodiversitat i Cultura) est le nom utilisé par l'Unesco pour inscrire le 4 décembre 1999 un ensemble de biens culturels et naturels au titre du Patrimoine mondial. L'Unesco considère ainsi cet ensemble comme un excellent exemple de l'interaction entre les écosystèmes marins et côtiers et reconnaître l'importance de la longue histoire d'Ibiza.

## Liste des biens naturels et culturels
Biens naturels :
- Parc naturel de Ses Salines d'Ibiza et de Formentera avec notamment les salines d'Eivissa dans la commune de Sant Josep de sa Talaia et les herbiers de posidonies situés entre Ibiza et Formentera.

Biens culturels :
- Ville haute d'Ibiza (Dalt Vila, en catalan, ou moins fréquemment Alta Vila, en espagnol) de Ibiza et ses fortifications du XVIe siècle.
- Nécropole phénicienne-punique de Puig des Molins.
- Site archéologique phénicien de Sa Caleta.

## Description des biens

### Parc naturel de Ses Salines d'Ibiza et de Formentera
Le parc naturel de Ses Salines (en catalan Parc natural de ses Salines) est un espace naturel protégé des îles Baléares. Il comporte une partie terrestre sur les deux îles d'Ibiza et de Formentera et une partie marine.

Le territoire couvert par le parc représente 2 838 ha des anciennes salines d'Ibiza de la commune de Sant Josep de sa Talaia et des salines de Formentera et plus de 13 000 ha de l'espace marin des Freus qui sépare les deux îles. Le parc est inscrit au titre du patrimoine mondial du fait notamment des herbiers de posidonies situés dans l'espace marin.

### Ville haute d'Ibiza(Dalt Vila)
La vieille ville d'Ibiza, d'origine phénicienne, comme après la ville médiévale et moderne, est un point clé dans les passages de la Méditerranée, d'où la nécessité de fortifications pour sa défense. La vision actuelle du centre historique fortifiée a pris forme à partir de l'époque médiévale et de la Renaissance. Les antiques murailles de la ville ont été construites au XVIe siècle sous Charles Quint pour la protéger des attaques des Turcs. Quarante ans ont été nécessaires pour en achever la construction.

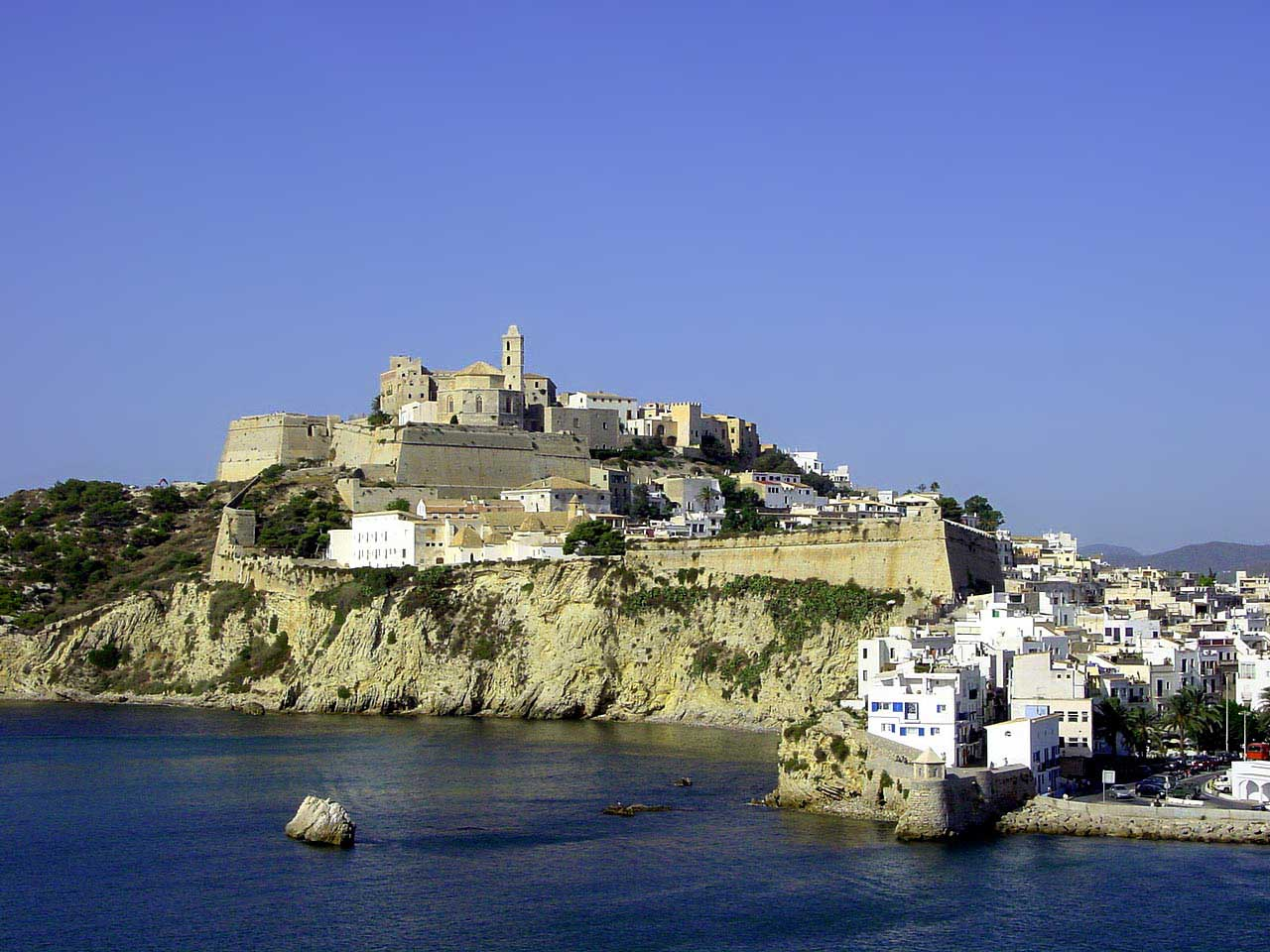
Vue de la ville haute d'Ibiza de la mer
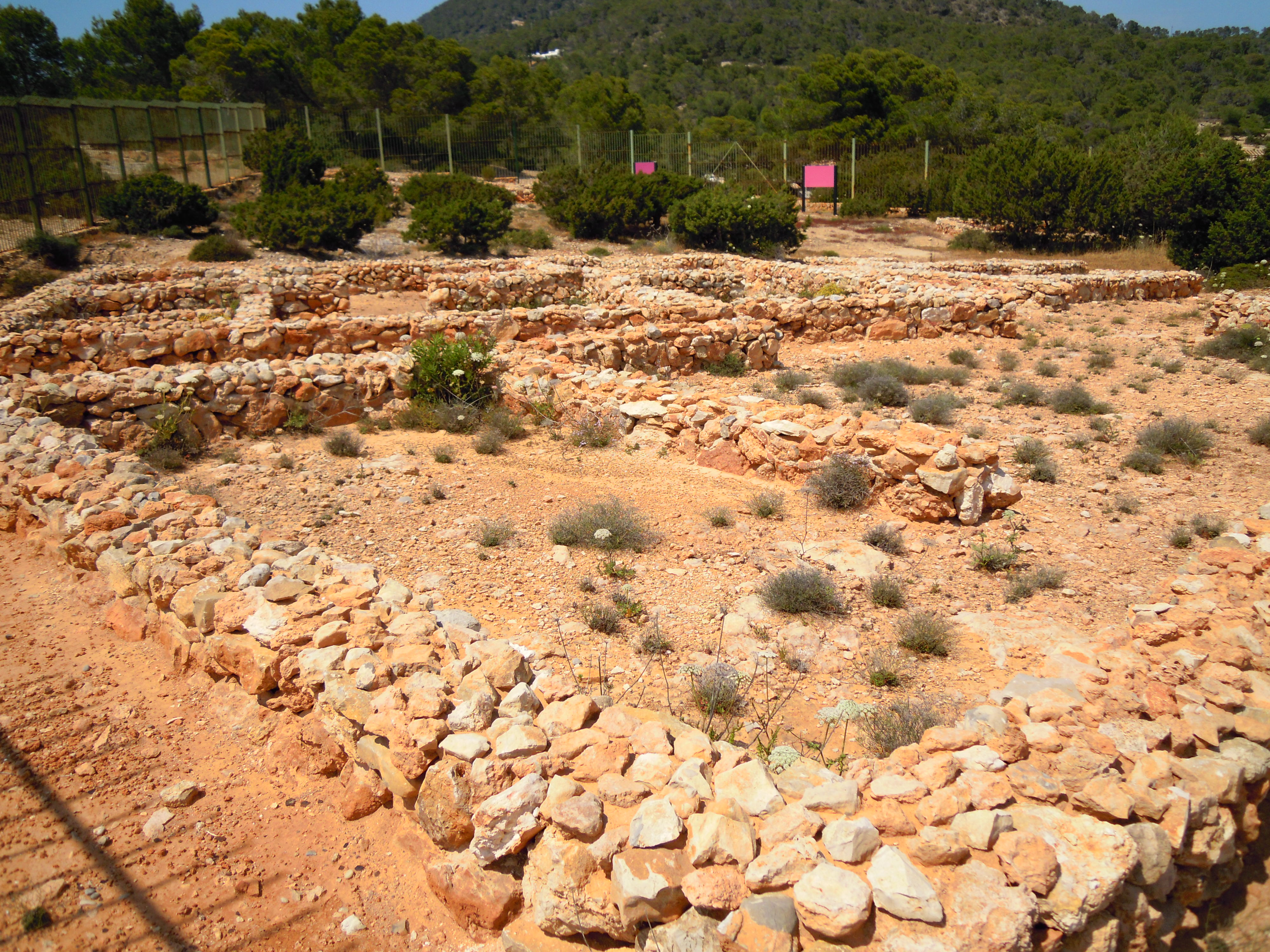
Site archéologique phénicien de Sa Caleta
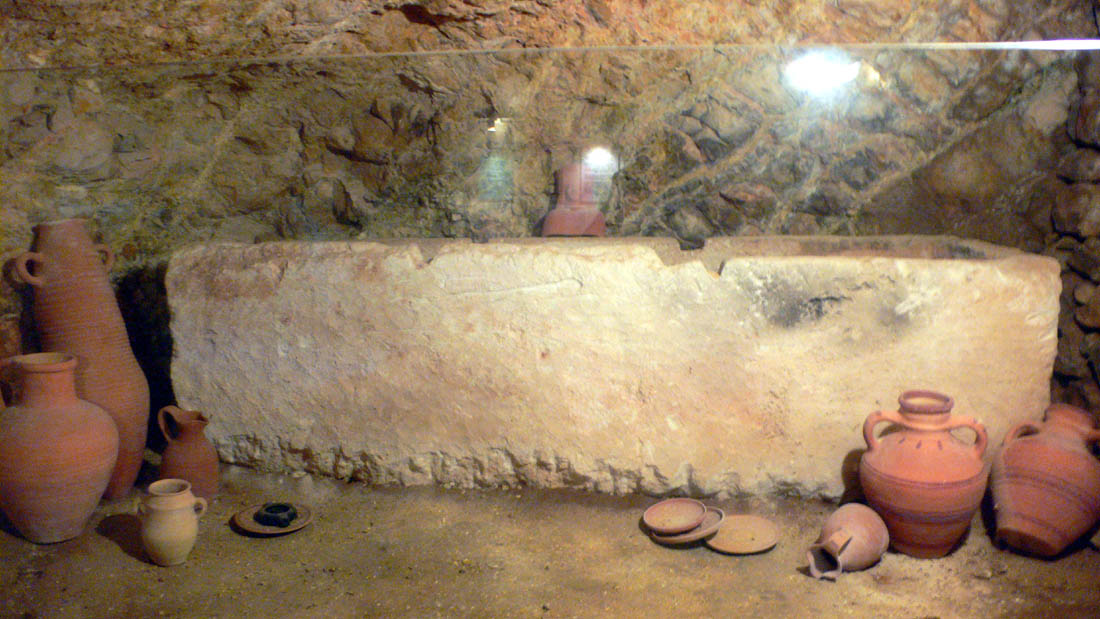
Hypogée de la nécropole punique de Puig des Molins

### Nécropole punique de Puig des Molins
La nécropole punique de Puig des Molins est un site utilisé comme nécropole par les phénico-puniques à proximité de la cité d'Ibiza. Par la durée de son utilisation et le matériel archéologique trouvé lors des fouilles, il constitue la source principale de notre connaissance de l'emprise de la civilisation carthaginoise sur cette île.

### Site archéologique phénicien de Sa Caleta
Le site archéologique de Sa Caleta désigne des vestiges situés sur un promontoire rocheux à Sa Caleta, à environ dix kilomètres à l'ouest de la ville d'Ibiza. Les Phéniciens ont établi une colonie vers environ 650 av. J.-C. et les archéologues y ont découvert les restes de bâtiments en pierre.

### Sources et bibliographie
- (ca) Cet article est partiellement ou en totalité issu de l’article de Wikipédia en catalan intitulé « Eivissa, Biodiversitat i Cultura » (voir la liste des auteurs).
- (fr + en) Mairie d'Ibiza, Conseil insulaire d'Ibiza et Formentera, Gouvernement baléare, Mairie de San José, Mairie de Formentera, Dossier d'inscription, juin 1998, 607 p. (lire en ligne) [PDF]
- (fr + en) Icomos, Ibiza, biodiversité et culture : Évaluation des Organisations consultatives, septembre 1999, 23 p. (lire en ligne) [PDF]